# Хлапати, Дениз
Дениз Хлапати (англ. Denise Chlapaty; род. 10 мая 1956 года в Иллинойсе, США) — американская конькобежка специализирующаяся в конькобежный спорте и шорт-треке. Участвовала в первом чемпионате мира по шорт-треку в Шампейне, США. Чемпионка мира 1976 года в шорт-треке.

## Биография
Дениз Хлапати начала кататься на коньках в раннем детстве вместе со старшей сестрой Селестой. Первоначально занималась шорт-треком в клубе "Northwest" и в 1968 и 1971 годах выигрывала чемпионат США среди юниоров. С 15-лет участвовала на чемпионате США в многоборье по конькобежному спорту среди юниоров. В 1972 и 1973 годах становилась чемпионкой среди юниоров и девушек в конькобежном спорте.
В январе 1975 года заняла 4-е место на взрослом чемпионате США в спринте, после чего отобралась в сборную и участвовала на чемпионате мира в классическом многоборье, где заняла 22 место в общем зачёте, а также на чемпионате мира в спринтерском многоборье смогла добраться до 17 места.
В декабре 1975-го Дениз участвовала в олимпийском отборе, но не смогла квалифицироваться на Олимпиаду 1976 года, после чего принимала участие в первом чемпионате мира по шорт-треку в Шампейне, где была второй на дистанции 1000 метров и выиграла золото эстафеты с Селестой Хлапати, Пегги Хартрич и Крис Гарбей. Дениз ещё несколько лет участвовала на национальных соревнованиях в шорт-треке и в 1980 году завершила карьеру спортсменки.